# Byakuya Kuchiki
Byakuya Kuchiki er en fiktiv person i den japanske manga- og animeserie Bleach (anime) (ブリーチ, Burīchi) skabt af Tite Kubo. Han har halvlangt sort hår, som oftest er sat op med en Kenseikan (hvilket betyder noget i retningen af Stjerne Stilhedstræk), som ligner en "bølget" sølvplade. Udover at være pyntelig, er Byakuya's Kenseikan også en indikator for hans adelige rang, som den 28. leder af Kuchiki-klanen, en af de største og mest respekterede klaner i Soul Society (尸魂界（ソウル・ソサエティ, Sōru Sosaeti, "Sjælenes Verden"). Udover sin almindelige Shinigami-dragt, har han også et stort hvidt og sølvfarvet tørklæde lavet af vindblomst silke, vævet af mester-væveren Tsujishirou Kuroemon III, som siges at have en den samme værdi, som det ville koste at bygge ti store huse. Udover det, er tørklædet også et arvestykke, som er blevet givet til lederen af Kuchiki-klanen gennem generationer. 
Byakuya fremstår i sin tilstedeværelse også som en meget autoritær, følelseskold og selvbeherskende person og indgyder frygt hos alle på grund af sin mystik. Udover sin status som overhoved for Kuchiki-klanen er han også kaptajn i den 6. Division, med Abarai Renji som sin vice-kaptajn. Han sætter overholdelsen af regler meget højt, hvilket får betydning for hans senere dom overfor sin adoptiv-søster Rukia Kuchiki. Han mener, at hvis en mand af hans rang ikke følger reglerne og sætter et godt eksempel for befolkningen og de resterende Shinigami'er, så vil ingen følge reglerne til sidst. Dette har gjort ham meget loyal overfor Soul Society's love og han arbejder altid hårdt for at opnå fred. Dog er han også ofte i konflikt med sin retskaffenhed, hvilket han dog aldrig afspejler udadtil. Han virker altid afklaret og apatisk overfor andre mennesker, men inderst inde er han villig til at sætte alt ind, for at redde og beskytte dem, som betyder noget for ham. I kamp er han altid utroligt rolig og lader sig sjældent overraske også selvom modstanderens angreb er af imponerende kaliber. Dog siges det, at han var utrolig temperamentsfuld og pirrelig da han var yngre. Men på trods af hans følelseskolde ydre, er Byakuya utroligt populær blandt hans kvindelige kolleger og han er blevet valgt til at være den, af alle kaptajnerne, som kvinderne vil ønske en fotobog omkring.
På trods af hans seriøse opførsel kan man dog til tider spotte en vis humoristisk sans hos ham, og da han er en person, som tager sine pligter meget højtideligt tager han også med til vice-kaptajns-møderne, når Renji Abarai ikke er i stand til at møde op. Her antydes det også, at han også tager til de møder i De Kvindelige Dødsguders Organisation, når Rukia ikke er i stand til at møde op. I episode 113 kommer Byakuya også med en jokende bemærkning om, at han bruger sin Zanpaktou til at klippe sit hår. I et bonusafsnit ses det også, at Byakuya overraskende har en tegnestil, der har store ligheder med Rukias, som altid bliver bedømt, som yderst ringe og barnlig. Han siges ydermere at kunne lide Kinesiske Klokkeblomser, gåture i måneskin og stærk mad.
Byakuya er den tredje rigtige Shinigami (死神, Shinigami, som oversat til dansk betyder "Dødsgud") vi møder i serien. Sammen med Abarai Renji er Byakuya Kuchiki taget til Menneskenes Verden for at finde Rukia Kuchiki og bringe hende med tilbage til Soul Society. Byakuya er udmærket godt klar over sin egen overlegne styrke, og da han og Renji møder modstand i Menneskenes Verden vælger han at lade Renji gøre det beskidte arbejde, da Byakuya ikke betragter Uryuu Ishida og Ichigo Kurosaki som værende værdige modstandere. Dog viser det sig i løbet af kampen, at Ichigo er en mere vedholdende og besværlig modstander end først antaget og Byakuya vælger derfor at demonstrere sin styrke ved at bruge Flash Steps (瞬歩, shunpo, hvilket er betegnelsen for den utroligt hurtige bevægelses-teknik Byakuya behersker) og giver ham dødelige skader med sin Zanpaktou (hans sværd), der samtidigt også er så dybe, at han burde have ødelagt alle chancer for, at Ichigo nogensinde ville genvinde sin reiatsu (spirituel energi). Rukia bønfalder Byakuya om ikke at slå Ichigo ihjel og Byakuya undlader derfor at give ham det endelige slag i troen om, at Ichigo alligevel ikke vil overleve.
Senere forhindrer Byakuya Ganju Shiba og Hanatarou Yamada i at redde Rukia fra henrettelsen i Soul Society, men da Ichigo under henrettelsesceremonien dukker op og befrier Rukia ender Byakuya og han med at slås, dog denne gang mere jævnbyrdigt. De ender begge med at udløse deres Bankai (sværdets udvidede tilstand) , men her er Byakuya stærkt overlegen, da han mestrer sin Bankai igennem årtiers træning og erfaring og Ichigo kun nyligt har opnået den. Dog ender Byakuya med at blive besejret, da Ichigos indre Hollow overtager styringen af Ichigos krop. Dog ender det med, at Ichigo genvinder kontrollen og er i stand til at give Byakuya det sidste slag, hvilket ødelægger hans Zanpaktou, som fører til, at Byakuya trækker sig fra kampen. Dog skal det siges, at Byakuya ender med at forsvare sin søster, ved at tage slaget, da den tidligere kaptajn for 5. Division, Sousuke Aizen beordrer Gin Ichimaru til at dræbe Rukia. Mens Byakuya bliver behandlet for skaderne som følge af det angreb, som var ment til at slå Rukia ihjel, fortæller Byakuya hende om adoptionen og hendes søster, hvorefter han takker Ichigo. Herefter ændres Byakuya's attitude overfor Rukia markant, dog er hans omsorg stadig mere indirekte, men han indser også, at loven aldrig er perfekt. Dog fortsætter han med at vise foragt overfor Ichigo.

## Baggrund
Man ved kun få ting om Byakuyas tidligere historie, men det siges, at han som barn – mens hans bedstefar Ginrei Kuchiki styrede Kuchiki-klanen – var utroligt ustyrlig og temperamentsfuld. Yoruichi Shihouin var en af hans legekammerater og hun lokkede ham altid med til tagfat-lege, hvor hun kunne snyde ham med sine legendariske Flash Steps, og derfor altid var i stand til at vinde over ham. 
Omkring 55 år før Bleach-seriens plot giftede han sig med Hisana, som boede i en af Rukongai's (流魂街, "De Vandrende Sjæles By") mest fattige områder. Derved brød han klanens lov, som forbød Kuchiki'er at gifte sig med folk, som ikke var af adelig afstamning. Kort før Hisana døde af en sygdom, bad hun sin mand, Byakuya, finde, adoptere og passe på hendes biologiske søster, Rukia, som hun havde efterladt i Rukongai som baby. På grund af skam over at have forladt sin søster, bad Hisana Byakuya om aldrig at fortælle Rukia om hende og den egentlige grund til, at hun blev adopteret af Kuchiki-familien.
Et år senere, da Rukia blev optaget på Shinigami Akademiet, fandt Byakuya hende med det samme, og var endnu engang nødt til at bryde Kuchiki-klanens regler om optagelse af ikke-adelige medlemmer, for at kunne opfylde sin kones dødsønske. I skam over at have brudt reglerne endnu engang svor Byakuya på sine døde forældres grav, at han for al tid fremover ville adlyde reglerne. Dette er også grunden til, at Byakuya inderst inde var utroligt splittet i spørgsmålet om Rukias henrettelse, da han gerne ville redde hende, fordi han havde lovet sin døende kone at passe på Rukia og betragte hende, som sin egen familie, men også fordi han havde svoret ved sine forældres grav, at han aldrig mere ville bryde reglerne. 
Det er antydet, at Byakuya blev kaptajn i 6. Division ca. 40 år før seriens plot, ca. samtidigt med Rukia's optagelse i Gotei 13 (護廷十三隊, goteijūsantai, hvilket er betegnelsen for de 13 forskellige grupper Shinigami'erne tjener under). Dette var også nogenlunde på samme tid som Gin Ichimaru blev kaptajn i 3. Division.

## Egenskaber
Byakuya's Zanpaktou (斬魄刀, zanpakutō, som oversættes til Sjæle-skærende Sværd) hedder Senbonzakura (千本桜, Senbonzakura, hvilket betyder "Tusind Kirsebær Blomstrer" som refererer til Yoshitsune Senbon Zakura (義経千本桜), Yoshitsune og De Tusinde Kirsebærtræer), som er et kendt traditionelt japansk teaterstykke fra 1747). For at kunne få sin Zanpaktou ført til sin videreudviklede tilstand også kaldet Shikai (始解, shikai, "Første Opgraderede Tilstand"), skal han bruge kommandoen "spred dig" (散れ, chire).
I sin Shikai-tilstand ligner Byakuyas Zanpaktou en masse silke-papirstynde lyserøde kronblomst-blade, som kun kan ses, når lyset reflekteres fra dem. Så længe tilstanden ikke er fuldført, kan den forhindres ved f.eks. at smide et klæde over bladet, som Yoruichi Shihouin gjorde i Byakuyas korte kamp med Ichigo. Selvom Byakuya kan kontrollere bladene bare ved tankens kraft bliver deres hurtighed mere en dobbelt så stærk, hvis han bruger hænderne til at dirigere dem. I denne tilstand er han i stand til at angribe og skære i en modstander fra lang afstand, samt bryde igennem næsten alle former for forsvar.
I Senbonzakuras Bankai-tilstand (卍解, bankai, der betyder noget lignende Endelige Frigivelse, altså sværdets sidste/fuldendte stadie/tilstand) kaldes angrebet Senbonzakura Kageyoshi (千本桜景厳, Senbonzakura Kageyoshi, "Livskraftig Udfoldelse/Opvisning af Tusinde Kirsebær Blomstrer") og er en større version af shikai'en. For at aktivere den, skal Byakuya "tabe" sværdet ned i jorden, hvor det så passerer igennem og der derefter dukker to gigantiske rækker med sværd op. Disse bliver så transformeret indtil en enorm mængde af de føromtalte kirsebærblomst-blade, og siden antallet er så stort, er han i stand til at bruge dem både som forsvar og angreb. Oftest forvandler han dog alle disse blade til blade og knuser modstanderen. 
Siden Byakuya har haft sin Bankai i utroligt mange år, har han også stor erfaring med den, selvom denne tilstand dog kun bruges mod de mest genstridige modstandere. Denne erfaring gør dog, at han har været i stand til at udvikle nogle yderligere teknikker, som alt efter hvilket teknik-navn efterfulgt af Bankai han kommanderer, ændrer form og angriber fjenden på forskellige måder. Hver af disse har sine fordele og ulemper. Nogle er fokuseret på f.eks. at bryde fjendes forsvar ved angreb på bekostning af forsvar af Byakuya selv.
Byakuyas første Bankai-teknik har sin styrke i angreb, "Massakre Scenen" (殲景, senkei, som betyder "Udslet/Tilintetgør"), som transformerer bladene til et stort antal lysende lyserøde sværd i fire cirkler, som nærmest danner en arena, ved at omkranse Byakuya og hans modstander. I denne form kommer Byakuyas stolthed også frem, da han opgiver sin egen forsvars-fordel ved de mange sværd og kun koncentrerer sig om at knuse fjenden med ét. Han fremhæver for Ichigo, at det kun er folk, som han har svoret at dræbe med sine egne hænder, som kommer til at opleve Senkei-tilstanden og at Ichigo kun er den anden mand, som nogensinde har set dette. Efter at have immobiliseret sin modstander tilkalder han de andre sværd til at ramme modstanderen mens han er fanget. Byakuya kan også bruge alle sværdene på én gang til at affyre et mere kraftfuldt angreb.
Til det formål at overrumple fjendens forsvar, kan Byakuya bruge en anden Bankai-teknik, "Roterings Scenen" (吭景, gōkei), hvor han ved hjælp af alle de små blomster-blads-lignende klinger kan omringe fjenden med en sfærisk formation, som derefter angriber fjenden fra alle sider uden at overlade en eneste blind vinkel eller en eneste mulighed for at flygte.
Til allersidst, hvis det skulle hænde, at Byakuya er svækket, kan han bruge endnu en Bankai-teknik, "Afslutnings Scenen" (終景, shūkei, som oversat betyder "Sidste Syn", som i "det sidste man ser før man dør"). Her forvandles alle de små blade til ét enkelt sværd, hvilket drastisk forøger sværdets skarphed. Sværdet ser i denne tilstand helt skinnende hvidt ud og har en aura med form som en fugl, hvilket gør det fortjent til navnet "Det Hvide Majestætiske Sværd" (白帝剣, hakuteiken, "Det Hvide Kejser Sværd"). Denne teknik ændrer også lidt på Byakuyas fremtræden, han får hvide vinger og en enorm hvid glorieagtig lysende ring bag ham, begge dele er lavet af reiatsu (spirituel energi).